# La Plana
|  | Per a altres significats, vegeu «Plana (desambiguació)». |

La Plana és una comarca natural i històrica del País Valencià que està dividida entre les comarques administratives de la Plana Alta i la Plana Baixa. Històricament en formaven part els municipis actuals d'Almassora, Benicàssim, Borriol i Castelló de la Plana (part de l'actual Plana Alta), i Betxí, Borriana, Les Alqueries, la Llosa, Moncofa, Nules, Vila-real, la Vilavella i Xilxes (part de la Plana Baixa). Apareix al mapa de comarques d'Emili Beüt "Comarques naturals del Regne de València" publicat l'any 1934.

## Geografia
Aquesta unitat s'enquadra entre les serres d'Orpesa, Desert de les Palmes i de Borriol pel nord; la serra de les Pedrisses (amb els embassaments de Maria Cristina i del Sitjar) i Espadà per l'oest; i també la mateixa Serra d'Espadà pel sud. La Plana de Castelló es troba físicament interconnectada, pel nord, amb els corredors del Maestrat (vore Geografia del País Valencià) per la població de Borriol, també per l'estreta franja de terra que queda entre la Serra d'Orpesa i la línia de costa; pel sud, la Plana enllaça amb les planures litorals de la Vall d'Uixó i Sagunt enclavades entre la Serra d'Espadà i la Mediterrània. Per l'interior, Onda i l'Alcora ja es troben als peus de les primeres serralades, actuant com a glacis de transició entre les muntanyes ibèriques i les planes litorals.
La Plana, en realitat, és una gran ventall al·luvial o delta del riu Millars i d'altres més petits com el riu Sec de Betxí, el riu Sec de Borriol o la Rambla de la Viuda. Els sediments aportats han reblit aquest espai que abans estaria ocupat per la mar. A vora platja, encara podem trobar espais que encara es troben a meitat camí entre el món marí i el món terrestre, es tracta de la Marjaleria de Castelló.
Actualment, els cítrics ocupen gairebé tot l'espai agrícola, que és compartit amb la indústria de la ceràmica i l'espai urbanitzat.
La Plana encara és hui una de les millors porcions d'Europa: amb una agricultura potent, una indústria taulellera en expansió, en contacte amb l'avantguarda tecnològica, una xarxa comercial per als seus productes estesa per molts parts del món i una notable presència del sector turístic, gràcies a aquell "cel bell i ras".
L'agricultura ha tingut dues transformacions bàsiques: d'una banda s'ha abandonat la varietat de conreus hortícoles, per centrar-se en el monocultiu dels cítrics i, d'una altra, grans superfícies de secà s'han transformat en regadiu també dedicat, quasi podríem dir que en exclusivitat, al taronger.
La citricultura va originar cert afecte multiplicador per a les activitats industrials i va constituir el punt de partida de la important indústria taulellera actual.
La Plana és una comarca amb una estructura econòmica basada en els serveis, la indústria i, en menor mesura, l'agricultura. Igual que d'altres àrees fabrils, patix doncs la contaminació, la degradació de la qualitat de l'aigua i els problemes derivats d'una industrialització accelerada, en permanent incertesa davant els nous criteris productius.